# Linus Roache
Linus William Roache (nascido no dia 1 de fevereiro de 1964) é um ator inglês mais conhecido por seu papel como Michael Cutter na série de longa data Law & Order. Também apareceu em vários outros filmes como Batman Begins, The Chronicles of Riddick e Amor Sem Fronteiras.